# Astronomisches Observatorium Suhora

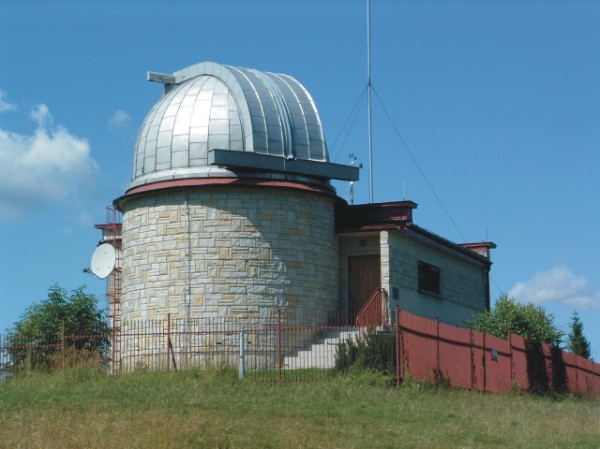
Kuppel des 60-cm-Spiegelteleskops, von Südosten

Das Astronomische Observatorium Suhora, poln. Obserwatorium astronomiczne na Suhorze, engl. Mount Suhora Observatory  ist eine Sternwarte der astronomischen Lehrstuhls der Pädagogischen Universität Krakau. Sie befindet sich in 1009 m Höhe auf dem Berg Suhora, der zum Gorce-Gebirge gehört, etwa 50 km südlich von Krakau.

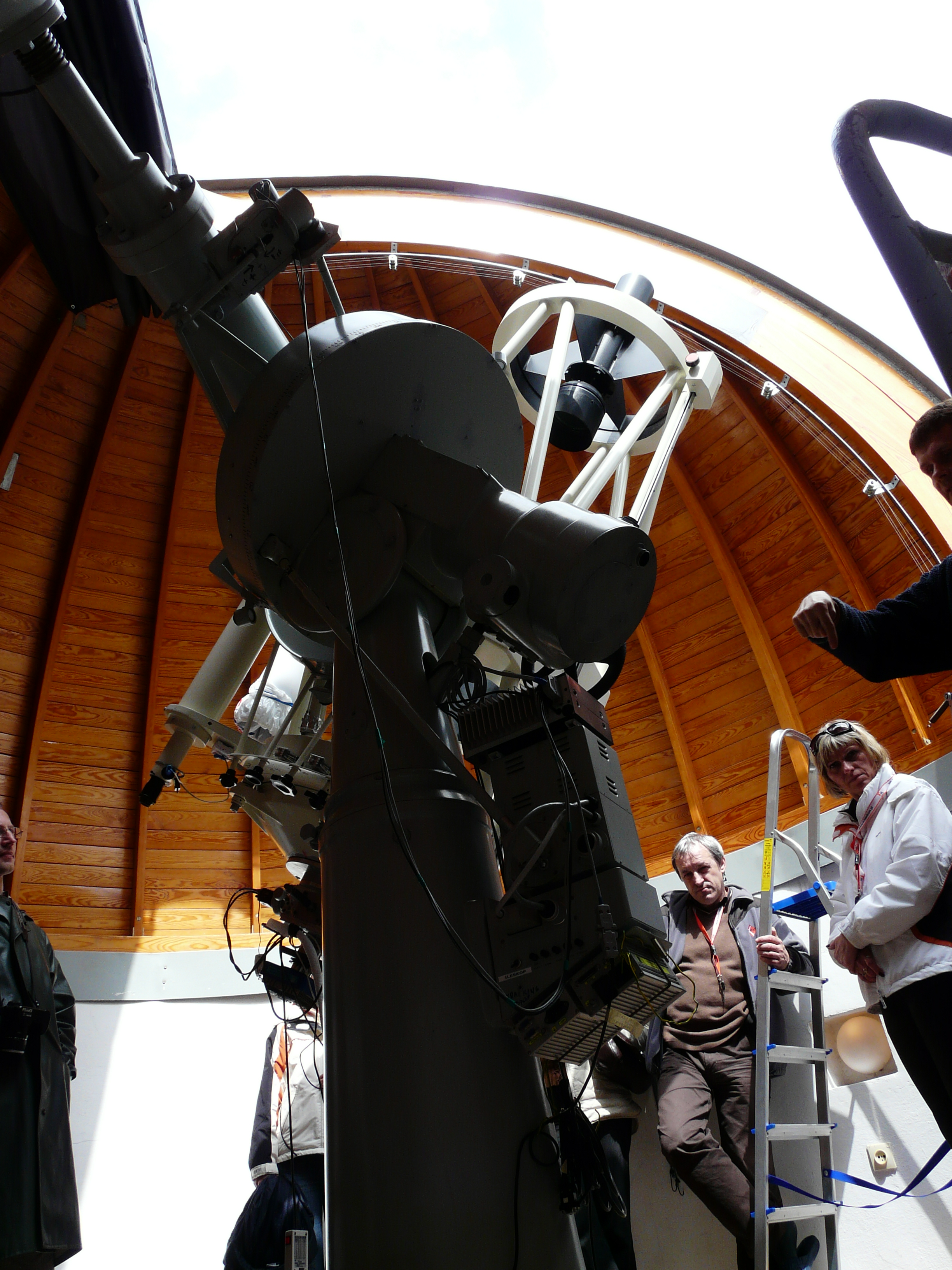
Das Cassegrain-Teleskop mit 60 cm Apertur

Die Sternwarte wurde am 5. November 1987 gegründet, gebaut nach einem Entwurf von R. Walczykiewicz. Sie ist ausgestattet mit einem
60-cm-Cassegrain-Spiegelteleskop, welches mit Photometer oder einer CCD-Kamera betrieben werden kann.